# Punctoribates brevicuspidatus
Punctoribates brevicuspidatus är en kvalsterart som beskrevs av Bayartogtokh och Aoki 1998. Punctoribates brevicuspidatus ingår i släktet Punctoribates och familjen Punctoribatidae. Inga underarter finns listade i Catalogue of Life.